# 28 Andromedae
28 Andromedae (28 And) es una estrella en la constelación de Andrómeda de magnitud aparente +5,22.

## Características
Situada a 204 años luz del sistema solar —de acuerdo a la nueva reducción de datos de paralaje de Hipparcos—, 28 Andromedae está catalogada como gigante blanca de tipo espectral A7III.
Tiene una temperatura efectiva de 7305 ± 56 K y una luminosidad 11 veces mayor que la luminosidad solar.
Su velocidad de rotación proyectada es de 21 km/s, más bien lenta para una estrella de sus características.
El valor de su diámetro angular es de 0,422 segundos de arco, lo que permite estimar su verdadero tamaño, siendo éste 2,8 veces más grande que el del Sol.
Es una estrella de características semejantes a las de Deneb Algedi (δ capricorni) o Seginus (γ Bootis), aunque más alejada que estas.
El contenido metálico de 28 Andromedae —entendiendo por metales aquellos elementos más pesados que el helio— presenta diferencias significativas con el del Sol.
Destacan los altos niveles de bario y cerio —el primero de ellos 2 veces más abundante—, mientras que, por el contrario, la superficie de 28 Andromedae está empobrecida en elementos como zirconio, níquel, zinc y manganeso. El contenido relativo de este último elemento es una tercera parte del solar.
28 Andromedae tiene una tenue compañera estelar de magnitud 13,1, separada visualmente 2,4 segundos de arco de ella.

## Variabilidad
28 Andromedae es una variable Delta Scuti de baja amplitud, grupo que incluye a Caph (β Cassiopeiae) y a la arriba citada Seginus.
El brillo de 28 Andromedae varía 0,05 magnitudes en un período de 0,06930 días, por lo que recibe la denominación, en cuanto a variable, de GN Andromedae.